# استرلینگ کی براون
استرلینگ کلبی براون (انگلیسی: Sterling Kelby Brown؛ زادهٔ ۵ آوریل ۱۹۷۶) بازیگر آمریکایی است. براون در مجموعه‌های تلویزیونی مردم علیه او. جی. سیمپسون: داستان جنایی آمریکایی (۲۰۱۶) و این ما هستیم (۲۰۱۶–۲۰۲۲) نقش اصلی را ایفا کرد. هر دو نقش جایزه امی ساعات پربیننده و به‌علاوه یک گلدن گلوب بابت مجموعهٔ دوم برای او به همراه داشت. او همچنین برای بازی در سیت‌کام بروکلین نه-نه (۲۰۱۸) و مجموعهٔ کمدی خانم میزل شگفت‌انگیز (۲۰۱۹) نامزد امی ساعات پربیننده شد. مجلهٔ تایم در سال ۲۰۱۸ او را یکی از ۱۰۰ شخص تأثیرگذار در جهان نامید.
براون همچنین برای نقش اصلی در فیلم درام هتل آرتمیس (۲۰۱۹) و نیز صداپیشگی فیلم‌های پویانمایی سال ۲۰۱۹ فیلم پرندگان خشمگین ۲ و یخ‌زده ۲ شناخته شده‌است. او نقش‌هایی در فیلم‌های تحسین‌شده‌ای مانند مارشال (۲۰۱۷)، پلنگ سیاه (۲۰۱۸)، داستان آمریکایی (۲۰۲۳) و اطلس (۲۰۲۴) داشت. برای بازی در فیلم سوم، او نامزد جایزه اسکار بهترین بازیگر نقش مکمل مرد شد.

## زندگی شخصی
براون در دانشگاه استنفورد با بازیگر رایان میشل بیث ملاقات کرد. آن‌ها در مارس ۲۰۰۶ به‌منظور ازدواج با هم فرار کردند (ازدواجی که به صورت ناگهانی و پنهانی انجام می‌شود)، اما در ژوئن ۲۰۰۷ مراسم بزرگی برگزار کردند. آن‌ها دو فرزند دارند.